# Parid Xhihani
Parid Xhihani (n. 18 iulie 1983, Kavaja, Albania) este un fotbalist albanez care evoluează în prezent la Besa Kavajë. De-a lungul carierei a mai evoluat la Shkumbini Peqin, Dinamo Tirana, Teuta Durrës, Zarea Luhansk dar și la Kastrioti Krujë.